# Куприяново (Великоустюгский район)
Куприяново — деревня в Великоустюгском районе Вологодской области.
Входит в состав Юдинского сельского поселения, с точки зрения административно-территориального деления — в Юдинский сельсовет.
Расстояние по автодороге до районного центра Великого Устюга — 11,5 км, до центра муниципального образования Юдино — 10 км. Ближайшие населённые пункты — Сотниково, Глядково, Уржумово.
По переписи 2002 года население — 4 человека.